# Kazuhiro Nakamura (saut à ski)
Pour les articles homonymes, voir Kazuhiro Nakamura.
Kazuhiro Nakamura (né le 1er septembre 1980) est un ancien sauteur à ski japonais.

## Palmarès

### Championnats du Monde Junior
| Épreuve / Édition | St-Moritz 1998 |
| Individuel        | Argent         |
| Par Equipes       | Argent         |

### Coupe du Monde
- Meilleur classement final: 40e en 1999.
- Meilleur résultat: 8e.